# イタリアサッカー連盟
イタリアサッカー連盟（イタリアサッカーれんめい、伊:Federazione Italiana Giuoco Calcio、略称：FIGC）は、イタリアのサッカーの国内組織。
国内サッカーリーグやコッパ・イタリアの開催を運営している。また、サッカーイタリア代表や女子代表を組織しており、設立当初からFIFA・UEFAに加盟している。

## 歴史
1964年から1980年まで国内リーグに外国人プレイヤーの参加を認めなかったことがある。
2006年に起きたセリエAの八百長疑惑では結果を受けて、グイード・ロッシが会長を辞任をした。
2011年3月11日に起きた東日本大震災からの復興支援のチャリティーマッチ実施を日本サッカー協会に提案している。会場候補地には2002 FIFAワールドカップの際のイタリア代表ベースキャンプである仙台市、アルベルト・ザッケローニ日本代表監督の地元であるチェゼーナなどがあがっている。
2014 FIFAワールドカップブラジル大会でイタリア代表が敗退後、チェーザレ・プランデッリの代表監督の辞任と同席していたジャンカルロ・アベーテが会長を辞任を表明した。新会長に就任したカルロ・タヴェッキオだが、就任前の7月25日アマチュアリーグ連盟総会で、会長候補としてEU外選手の扱いについて「イングランドではプレーするためには履歴書と血統書を示さなければならない。しかしイタリアでは、この間までバナナを食っていた輩が今はラツィオでレギュラーとしてプレーしている」との人種差別を疑われる発言により、いくつかのクラブが会長候補として支持取り下げを表明した。
2017年11月13日、2018 FIFAワールドカップロシア大会予選プレーオフでスウェーデン代表と対戦し、2試合合計0-1で敗戦し60年ぶりの本大会出場を逃した。予選終了後の11月15日にジャンピエロ・ヴェントゥーラ監督の解任が発表され、当初は続投を表明していたカルロ・タヴェッキオ会長も11月20日に引責辞任を表明した。
その後、2018年1月29日に緊急の会長選挙が開催されたが、長時間に渡っても後任が決定できず、2月に入って上位組織であるイタリア国際オリンピック委員会(CONI)は緊急措置としてロベルト・ファブリチーニを暫定会長に指名した。期間は6ヵ月間。また副会長には元イタリア代表のアレッサンドロ・コスタクルタ（弁護士のアンジェラ・クラリツィアと共同）が選出されている。5月1日、イタリアサッカー連盟は代表の新監督にFCゼニト・サンクトペテルブルクのロベルト・マンチーニが内定したことを発表した。2018年10月22日、連盟は新会長にガブリエーレ・グラヴィーナの就任を発表した。

## 優勝した主要な大会
- FIFAワールドカップ：4回（1934年・1938年・1982年・2006年）
- UEFA欧州選手権：2回（1968年・2021年）